# 黃金福
黃金福，JP（英語：Wong Kam Fuk，1870年—1931年12月10日），曾任東華三院主席，乃香港望族之一黃金福家族的奠基者。

## 簡歷
黃金福為第一代香港歐亞混血兒，父親為挪威海員。曾入讀中央書院。

## 事業
黃金福是香港開埠初期富商，19歲中央書院畢業後九龍倉，曾任職多個部門，後升任買辧，管理旗下幾百名華人員工，服務達四十二年之久。加入九龍倉不久，由何東作媒，娶何東之妹為妻。同時成為多間商業機構創辦人或董事。
黃金福亦熱心公益，於團防局、東華三院、保良局、香港大學校董會、拔萃男書院校董會、中華遊樂會等擔任總理或委員，於1913年擔任東華三院主席，及成立華人永遠墳場管理委員會。

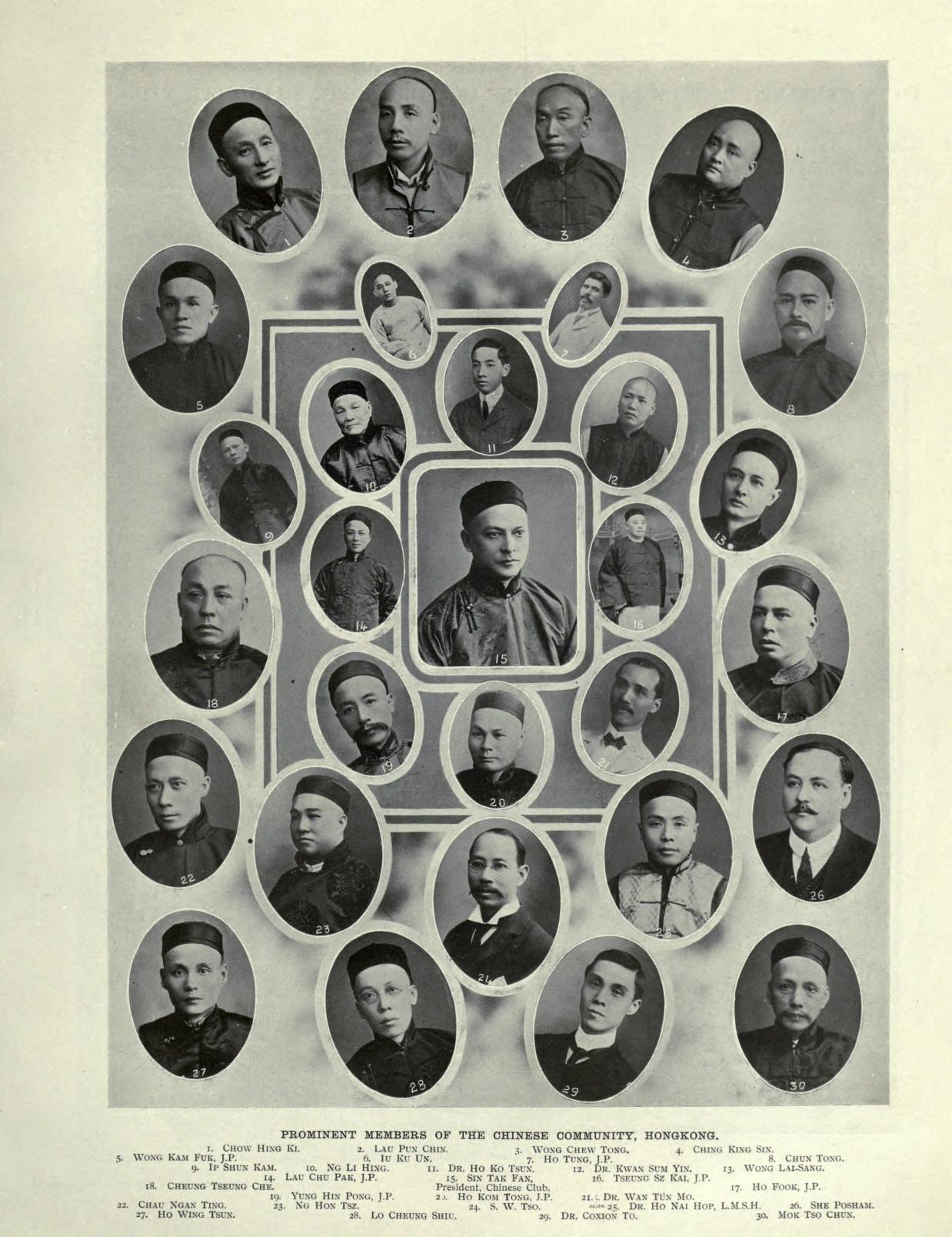
圖五：黃金福，圖七：何東，圖十五：冼德芬，圖十七：何福，圖十八：張祥芝，圖二十：何甘棠，圖廿八：羅長肇，圖三十：莫藻泉